# Rudi Kennes
Rudi Kennes (ur. 22 lipca 1959 w m. Niel) – belgijski działacz związkowy i polityk, deputowany do Parlamentu Europejskiego X kadencji.

## Życiorys
W drugiej połowie lat 70. został zatrudniony jako robotnik w należącej do General Motors fabryce Opla w Antwerpii. Zaangażował się w działalność związkową w ramach Powszechnej Federacji Pracy Belgii. Był głównym przedstawicielem federacji związkowej w swoim zakładzie pracy i przywódcą protestów przeciwko zamknięciu fabryki, do czego doszło ostatecznie w 2010. Pełnił też funkcję wiceprzewodniczącego europejskiej rady zakładowej GM.
Był związany z flamandzkimi socjalistami, z ramienia których startował do Izby Reprezentantów. W latach 2013–2018 zasiadał w radzie gminy Willebroek. W 2021 dołączył do Robotniczej Partii Belgii, był współpracownikiem jej parlamentarzystów. W wyborach europejskich w 2024 otwierał listę tego ugrupowania we flamandzkim kolegium wyborczym. W wyniku głosowania uzyskał mandat posła do PE X kadencji.